# 松廷
松廷（1848年—？），字叔愷，号堯臣、繼雲，乌苏氏，滿洲鑲紅旗人，清朝官员、同進士出身。
同治甲子科举人，光緒十二年（1886年），参加光緒丙戌科殿試，登進士三甲6名。同年五月，授国子监助教、候选堂主事。